# Luxemburgse parlementsverkiezingen 2009
De Luxemburgse parlementsverkiezingen van 2009 werden op 7 juni 2009 gehouden. De kiezers moesten een nieuwe 60 leden tellende Kamer van Afgevaardigden kiezen.
De Chrëschtlech Sozial Vollekspartei (CSV) van regerend premier Jean-Claude Juncker veroverde 26 zetels en werd met afstand de grootste partij. De sociaaldemocratische LSAP, de liberale DP en de rechtse ADR verloren ieder één zetel. Déi Lénk keerde na vijf jaar met één zetel terug in het parlement.
De regering van premier Juncker, een coalitie van CSV en LSAP, behield met deze uitslag een comfortabele meerderheid. De regering-Juncker-Asselborn II trad aan op 23 juli 2009. 
Deze landelijke verkiezingen vielen in Luxemburg samen met de verkiezingen voor het Europees Parlement.

## Uitslag
| Partij | Partij                                                                                   | %    | Zetels | Verandering |
|        | Christelijk-Sociale Volkspartij (Chrëschtlech Soziale Vollekspartei)                     | 38,0 | 26     | +2          |
|        | Luxemburgse Socialistische Arbeiderspartij (Lëtzebuerger Sozialistesch Aarbechterpartei) | 21,6 | 13     | -1          |
|        | Democratische Partij (Demokratesch Partei)                                               | 15,0 | 9      | -1          |
|        | De Groenen (Déi Gréng)                                                                   | 11,7 | 7      | 0           |
|        | Alternatieve Democratische Hervormingspartij (Alternativ Demokratesch Reformpartei)      | 8,1  | 4      | -1          |
|        | Links (Déi Lénk)                                                                         | 3,3  | 1      | +1          |
|        | Communistische Partij van Luxemburg (Kommunistesch Partei Lëtzebuerg)                    | 1,5  | -      | 0           |
| Totaal | Totaal                                                                                   |      | 60     |             |